# Cephalanthera longibracteata
Cephalanthera longibracteata är en orkidéart som beskrevs av Carl Ludwig von Blume. Cephalanthera longibracteata ingår i släktet skogsliljor, och familjen orkidéer. Inga underarter finns listade i Catalogue of Life.

## Bildgalleri

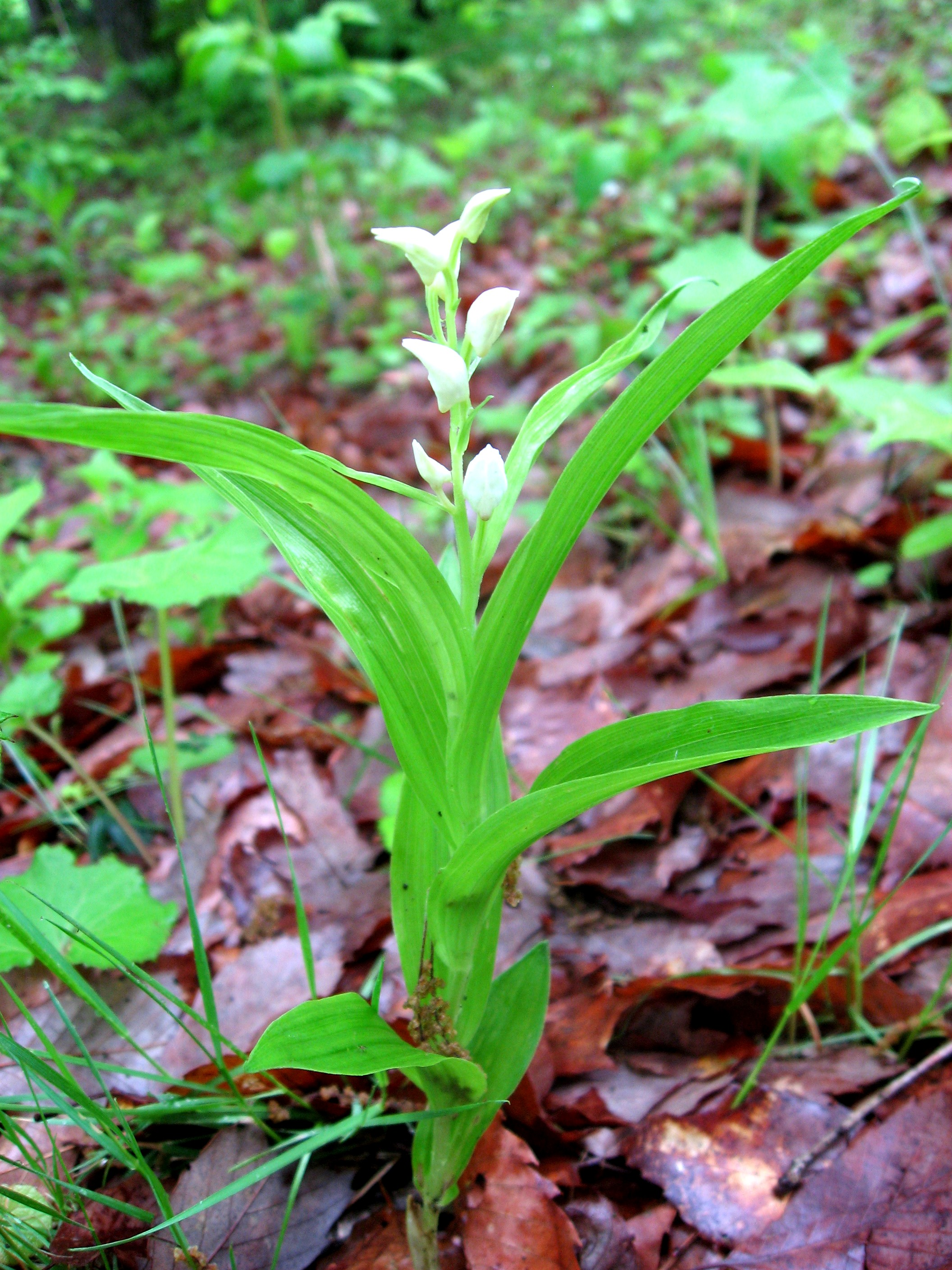
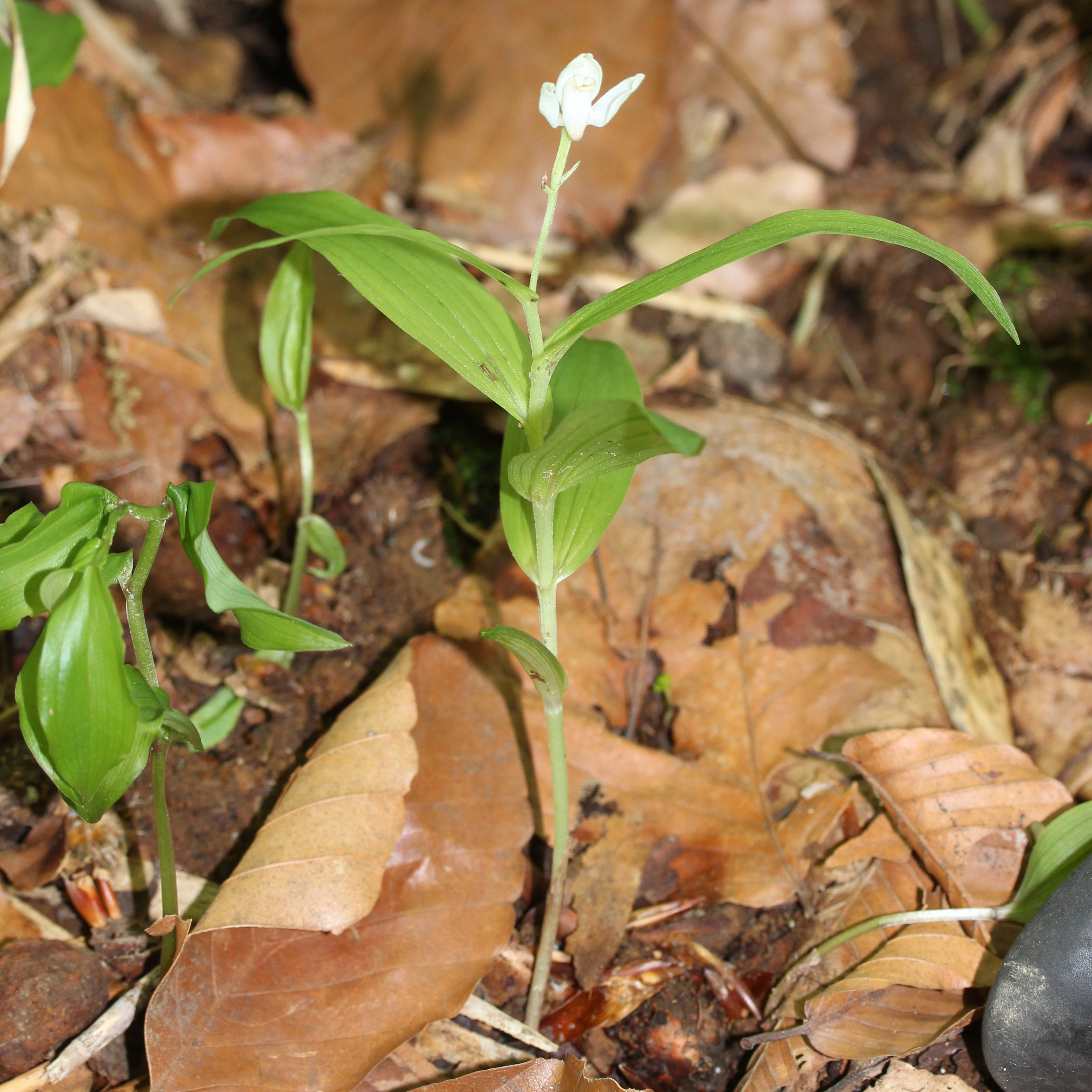
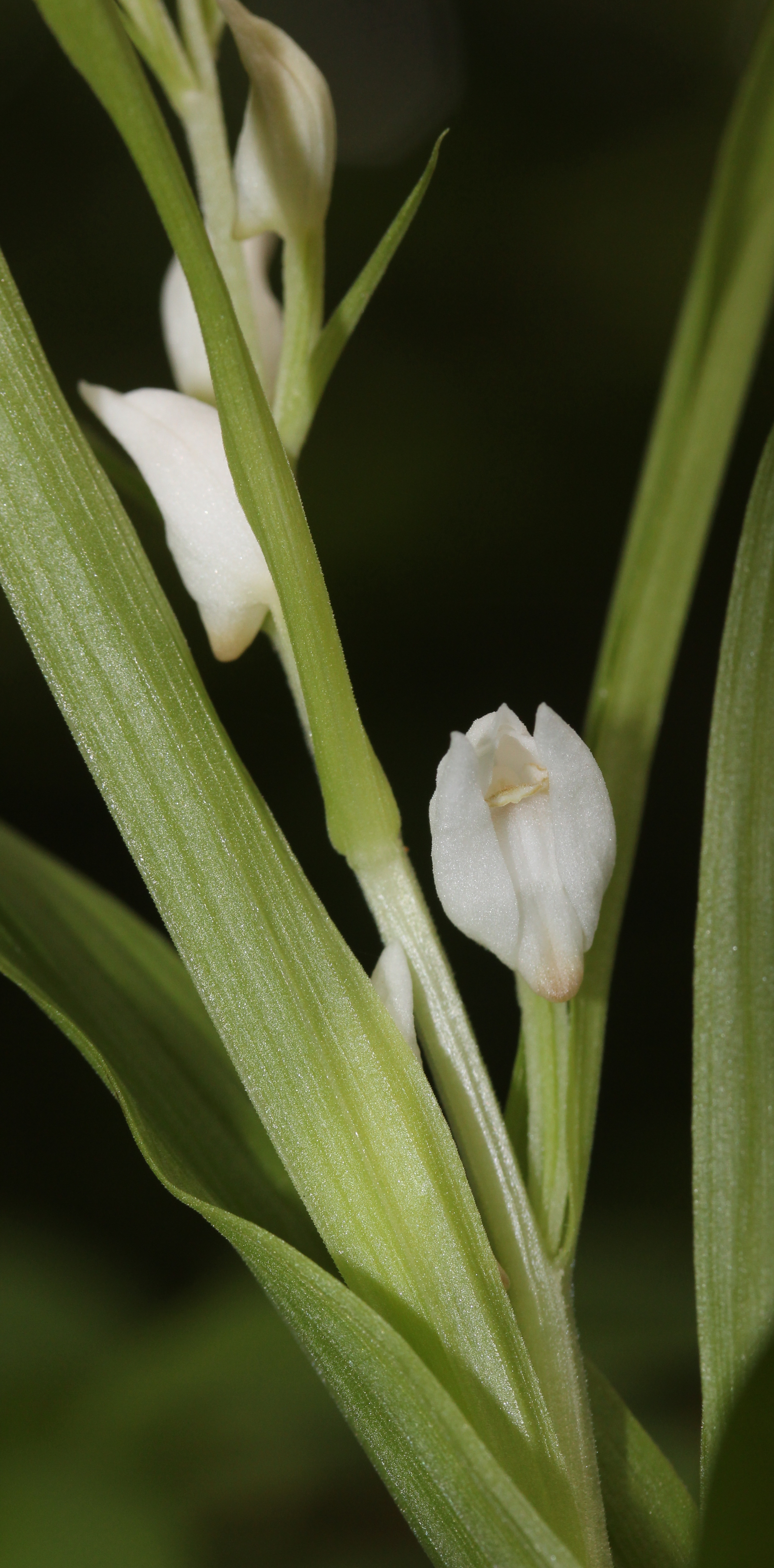
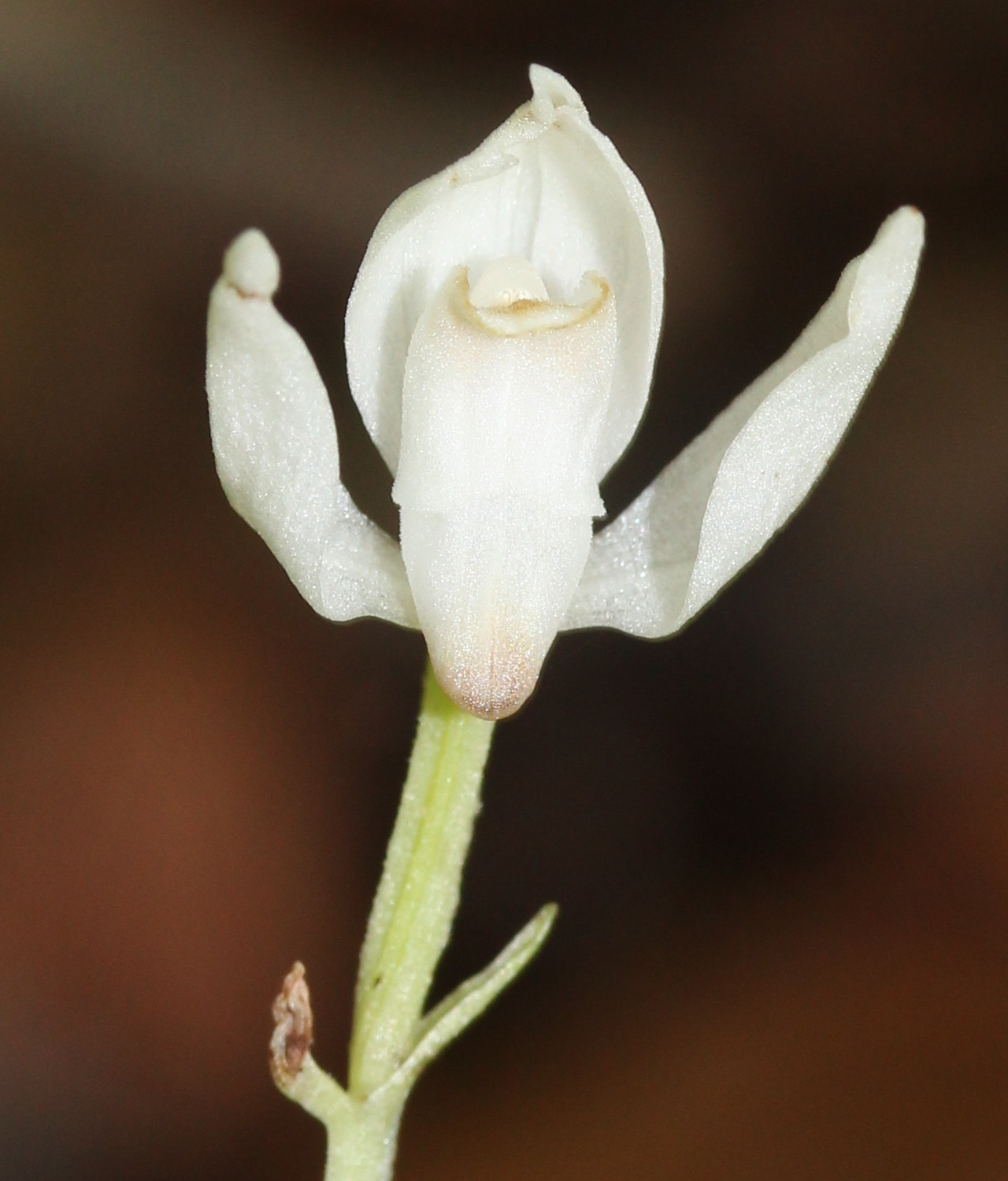
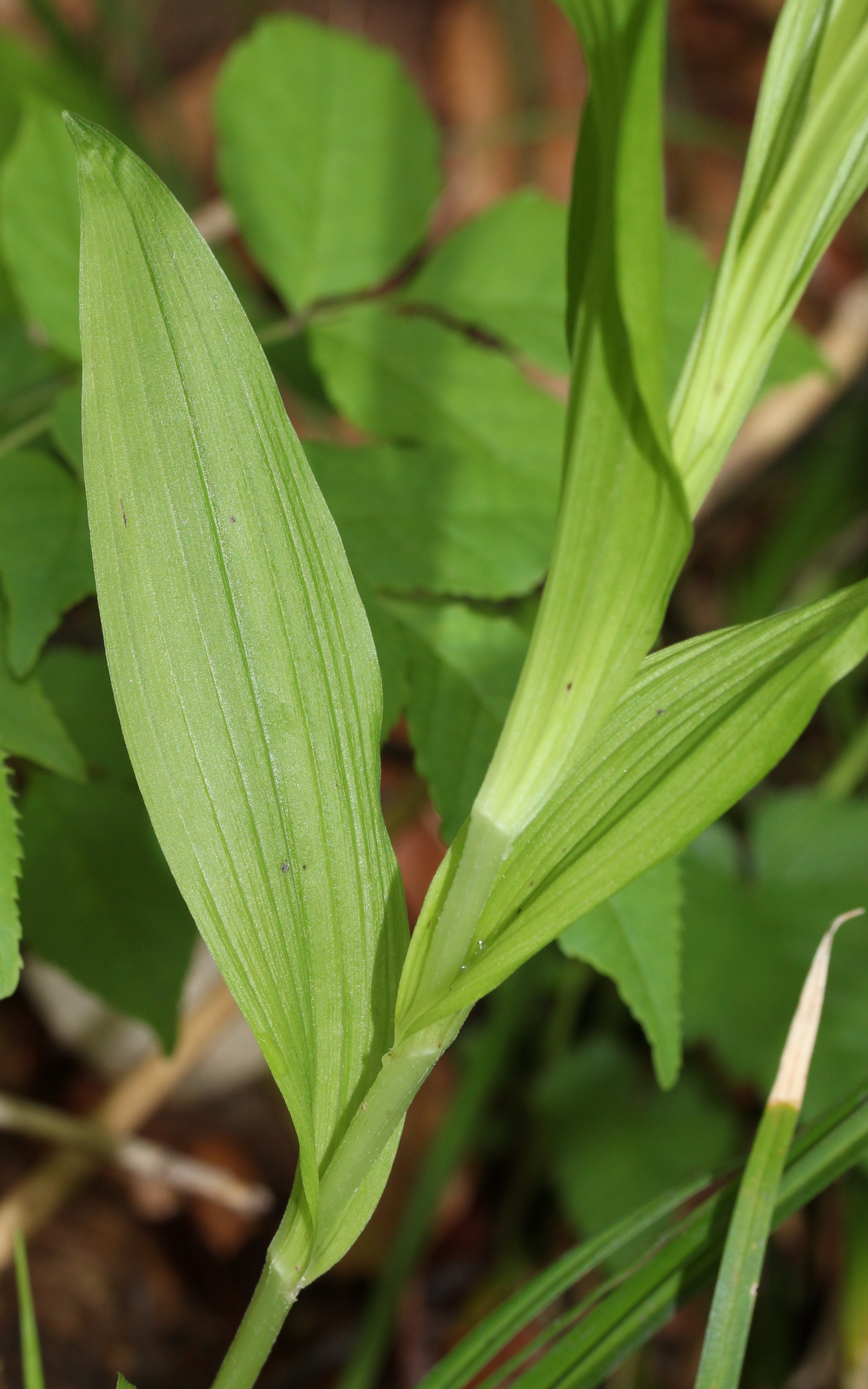